# Fraxinus dipetala
Fraxinus dipetala Hook. & Arn. es una especie de árbol pequeño o arbusto de la familia Oleaceae.

## Hábitat
Es una especie nativa del suroeste de América del Norte en los Estados Unidos en el noroeste de Arizona, California, en el sur de Nevada, y Utah, y en México en el norte de Baja California. Crece a una altitud de 100-1,300 m s. n. m.

## Descripción
Se trata de un arbusto o árbol pequeño, caducifolio que crece hasta los 7 m de altura, cilíndrico, con cuatro tallos en ángulo. Las hojas tienen 5–19 cm de largo, de color verde oscuro, con tres a siete (raramente nueve) folíolos de 1–7 cm de largo, espesos, y serrados a lo largo de los márgenes.  Las flores son de color blanco y tienen dos lóbulos en forma de pétalos de 2.5–4 mm de largo, y son dulcemente perfumadas, cuelgan en racimos esponjosos; c a diferencia de muchas especies del género, son bisexuales, no dioico. El fruto es una larga y plana sámara de 2-3.2 cm de largo y 5–9 mm ancho, verde cuando inmaduras y en racimos colgantes.

## Taxonomía
Fraxinus dipetala fue descrita por Hook. & Arn. y publicado en The Botany of Captain Beechey's Voyage 362–363. 1841[1839].
Etimología
Ver: Fraxinus
dipetala: epíteto latíno que significa "con doble pétalo".
Sinonimia
- Fraxinus dipetala var. trifoliolata Torr.
- Fraxinus jonesii Lingelsh.
- Fraxinus trifoliolata (Torr.) Lewis & Epling[5]
- Chionanthus fraxinifolia Kellogg
- Fraxinus ciliata Dippel
- Fraxinus dipetala var. brachyptera A.Gray
- Fraxinus schiedei Dippel
- Ornus dipetala (Hook. & Arn.) Nutt.
- Ornus quadrialata Jacques
- Petlomelia dipetala(Hook. & Arn.) Nieuwl.[6][7]